# Flash Back
Flash Back is een boomstamattractie in het Belgische attractiepark Walibi Belgium en ligt in het themagebied Dock World. De attractie werd geopend in 1995, naar aanleiding van de 20ste verjaardag van het park. Flash Back verving de twee andere boomstamattracties die toen in het park stonden: Rio Grande en Rio Salto. De attractie is gethematiseerd naar een oude fabriek uit 1869. In 2010 kreeg Flash Back een onderhoudsbeurt en werd de attractie in opvallende kleuren geschilderd en werden ook alle bewegende decorelementen hersteld. Bovendien werden aan de tunnel aan het begin van de attractie enkele lichteffecten aangebracht.

## Het verhaal achter de attractie
Voor de attractie bevindt zich een plein, waar men onmiddellijk opmerkt dat men voor een oude fabriek staat. Deze fabriek dateert van 1869. Op het plein staat een bijzondere machine, waar men vroeger een elixer kon aftappen dat zou zorgen voor eeuwige jeugd: Elexir de Jeunesse. In deze fabriek is men aan het werken aan een verjongingsmachine. Dit wil zeggen dat bijvoorbeeld bejaarde proefpersonen na een behandeling opnieuw een jeugdige leeftijd verkrijgen.
Eens je binnen bent, loop je door tal van machinekamers en word je ingeleid in het systeem en de werkwijze van deze verjongingsmachine. Zo wandel je tijdens het wachten voorbij compressors, verwarmingsketels, aandrijvingsmechanismen en loopt er over het plafond een transportband die kinderschoentjes en knuffelbeertjes vervoert, maar ook ouderwetse brillen en valse tanden. Tegelijkertijd word je ook gewaarschuwd van eventuele gevaren die aan de behandeling verbonden zijn en wat je moet doen wanneer je misbruik hebt gemaakt van de behandeling, zoals het ophalen van luiers aan de receptie van de fabriek.
Voor de behandeling stap je in het bootje, dat je door de behandeling zal begeleiden. De behandeling start voorspoedig, patiënten worden langzaam weer jonger. Maar al snel gaat de behandeling verkeerd. Door een fout in het systeem wordt de behandeling omgedraaid. Patiënten worden niet langer jonger, maar verouderen aan een snel tempo. Als bij wonder wordt de fout rechtgezet en wordt de behandeling verdergezet. Wanneer je het einde van de behandeling achter de rug hebt, stappen de patiënten uit de bootjes met dezelfde leeftijd waarmee ze de behandeling begonnen zijn.

## Het ritverloop
Flash Back is een zogenaamde log-flume met invertor. Dat wil zeggen dat er zich in de attractie een draaischijf bevindt die het bootje omkeert en een deel van het traject achterwaarts laat afleggen.
Eens je in het bootje gestapt bent, vaar je door een donkere tunnel. Deze is sinds 2010 uitgerust met lichteffecten. Daarna vaar je de eerste lift op, die ook lichteffecten heeft. Nadat je het hoogste punt bereikt hebt, draait het bootje zich om en leg je de eerste afdaling achterwaarts af. Het bootje blijft achterwaarts varen tot de tweede lift, waar men opnieuw voorwaarts gedraaid wordt. Het is ook tijdens deze afdaling dat er een foto genomen wordt. Het verdere traject wordt voorwaarts afgelegd en intussen vaar je door verschillende compartimenten, waarvan eentje sinds 2013 volledig gehuld is in een dikke mist.
De laatste lift en afdaling zijn meteen de hoogste en je wordt naar een maximale hoogte van 23 meter gebracht. De laatste drop is een zogenaamde dubbele drop en eindigt meteen ook in de grootste splash van heel de attractie. Een zogenaamde actiefoto kan bij de uitgang aangekocht worden. De camera bevindt zich bij de tweede (kleinste) van de drie afdalingen.